# Кольновиці
Кольновиці (пол. Kolnowice, нім. Kohlsdorf) — село в Польщі, у гміні Біла Прудницького повіту Опольського воєводства.
Населення — 272 особи (2011).
У 1975-1998 роках село належало до Опольського воєводства.

## Демографія
Демографічна структура станом на 31 березня 2011 року:
|          | Загалом | Допрацездатний вік | Працездатний вік | Постпрацездатний вік |
| -------- | ------- | ------------------ | ---------------- | -------------------- |
| Чоловіки | 141     | 21                 | 100              | 20                   |
| Жінки    | 131     | 20                 | 71               | 40                   |
| Разом    | 272     | 41                 | 171              | 60                   |